# Ptychopseustis ictericalis
Ptychopseustis ictericalis là một loài bướm đêm trong họ Crambidae.